# Stefan Mittl
Stefan Mittl ist ein Glockenfachmann und stellvertretender Stadtschreiber der Stadt Zürich aus Birmensdorf ZH in der Schweiz.
Der Fachmann sammelt seit Mitte der 1980er Jahre mit dem Tonband die Klänge von Kirchenglocken, darunter praktisch alle der Deutschschweiz, so dass damit die umfangreichste Dokumentation von Glockentönen entstanden ist.
In der Rubrik Glocken der Heimat innerhalb des samstäglichen Magazins Zwischenhalt beim Schweizer Radio DRS 1 stellt jeweils ein Geläut vor.
Der Sender hat eine Auswahl auf inzwischen vier CD unter dem Titel Glocken der Heimat herausgebracht.
Die Rubrik lief früher eigenständig bei Radio Beromünster und zeitweise bei DRS 1 am Samstagmorgen.
Als besonders qualitätvoll im Kanton Zürich hat er beispielsweise die Geläute der Guthirt-Kirche in Zürich-Wipkingen und der Kirche Maria Frieden in Dübendorf bezeichnet. Zu den historischen Funden in Zürcher Glockentürmen zählt er die Geläute der reformierten Kirche Illnau in Illnau und das der Kirche in Ossingen.
2017 schrieb er am Sachbuch Glocken für die Ewigkeit (AT Verlag) über den Glockenguss in Aarau mit.
Mittl wird auch als technischer Berater oder als Fachmann bei Rechtsstreitigkeiten wegen Glockengeläuts herangezogen.